# Woronie (Białoruś)
Woronie (biał. Варані; ros. Ворони) – wieś na Białorusi, w obwodzie brzeskim, w rejonie stolińskim, w sielsowiecie Rzeczyca, nad starorzeczem Horynia.
W źródłach występuje także pod nazwą Worony.
Znajduje się tu parafialna cerkiew prawosławna pw. św. Mikołaja Cudotwórcy.

## Historia
Dawniej wieś i majątek ziemski. W dwudziestoleciu międzywojennym leżały w Polsce, w województwie poleskim, w powiecie stolińskim, do 18 kwietnia 1928 gminie Terebieżów, następnie w gminie Stolin. Po II wojnie światowej w granicach Związku Sowieckiego. Od 1991 w niepodległej Białorusi.